# Івановське (Рильський район)
Іванівське — село в Рильському районі Курської області. Населення села у 2005 році становило 2456 особи.

## Історія
Засновано гетьманом Мазепою в 1703 році на території власного маєтку. Назва села походить від його імені — Іван. Після подій 2 листопада 1708, коли російські війська узяли місто Батурин, вбили все населення без різниці статі і віку, вивезли все, що можна було, а інше спалили і зруйнували, — Петро I подарував князю Меншикову, який командував військами, село Івановське.

## Історичні пам'ятки

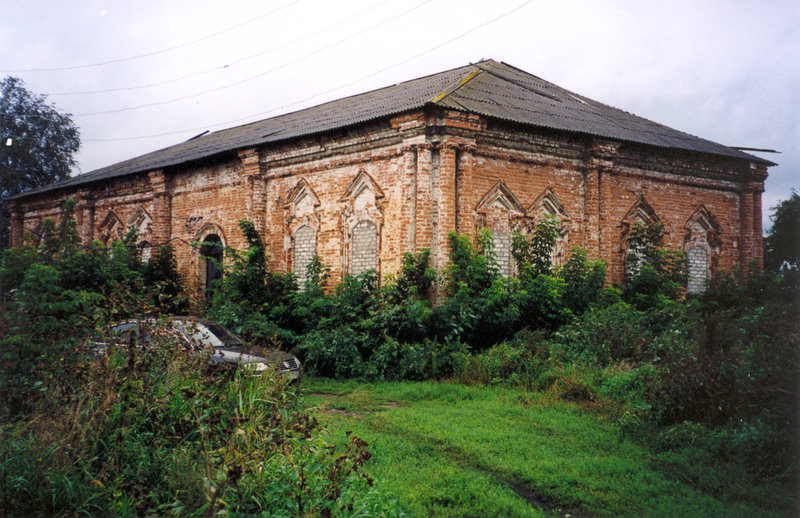
Сучасний вигляд палат гетьмана Мазепи

До сьогодні збереглися палати гетьмана Мазепи, які розташовані на околиці Маєтку «Мар'їне», тобто будинок, у якому він проживав, приїжджаючи в Івановське. Формально палати знаходяться під захистом держави як пам'ятник архітектури, фактично — в занедбаному стані.
Тривалий час, приблизно з 1870 по 1900 роки, у селі жив та працював відомий німецький архітектор Карл Густавович Шольц. Тут знаходились його майстерні, де виготовлялись вироби для багатьох його архітектурних об'єктів. Зокрема для Маєтку «Мар'їне», садиби Качанівка та інших.

## Відомі особи
В селі народився Герой Радянського Союзу, командир атомного підводного човна Безсонов Всеволод Борисович.